# Cathaemacta cygena
Cathaemacta cygena là một loài bướm đêm trong họ Geometridae.